# Ademaga Mešić
Ademaga Mešić (ur. 25 marca 1869 w Tešanju, zm. 1945) – boszniacki handlowiec i polityk.

## Życiorys
Był jednym z najbogatszych handlowców w Bośni. Prowadził mecenat. Był właścicielem następujących pozycji prasowych: Behar (1900–1910), Muslimanska svest (1908–1911) i Hrvatska svest (1913–1914). W 1908 roku założył partię Muslimanska napredna stranka o orientacji prochorwackiej. Uzyskał mandat do parlamentu bośniackiego. 
Po zakończeniu I wojny światowej wstąpił do Jugosłowiańskiej Organizacji Muzułmańskiej (JMO), z której wystąpił w 1935 roku. W 1936 roku wstąpił do muzułmańskiego skrzydła (Muslimanska organizacija) Chorwackiej Partii Chłopskiej. Był także członkiem ruchu ustaszy. W maju 1945 roku wyjechał z Chorwacji, jednak na terenie Austrii został pojmany przez siły brytyjskie i wydany Jugosławii. W czerwcu 1945 roku został skazany na 20 lat pozbawienia wolności.